# Changmaornis
Changmaornis is een geslacht van uitgestorven vogels uit het Vroeg-Krijt van het huidige China, behorend tot de Ornithuromorpha. De enige benoemde soort is Changmaornis houi.

## Vondst en naamgeving
Sinds de jaren tachtig worden er in het Changmabassin in Gansu veel skeletten gevonden van de vogel Gansus. Onder het fossiele materiaal bevinden zich echter ook enkele exemplaren die afwijken. Besloten werd drie daarvan als aparte soorten te benoemen.
In 2013 benoemden en beschreven Wang Yaming, Jingmai Kathleen O'Connor, Li Daqing en You Hailu de typesoort Changmaornis houi. De geslachtsnaam combineert de naam van de stad Changma met een Oudgrieks ornis, 'vogel'. De soortaanduiding eert professor Hou Lianhai, de beschrijvers van Gansus.
Het holotype GSGM-08-CM-002 is gevonden in een laag van de Xiagouformatie die dateert uit het Aptien-Albien. Het bestaat uit een gedeeltelijk skelet zonder schedel. Bewaard zijn gebleven: twee ruggenwervels, een rib, het heiligbeen, een rechterzitbeen (ischium), een rechterschaambeen (pubis) en een rechteronderbeen inclusief voet. Het onderbeen ligt in verband.

## Beschrijving
Changmaornis is ongeveer zo lang als Gansus, met de grootte van een duif. Het gewicht is geschat op 172 gram, iets zwaarder dan Gansus op grond van een iets dikker scheenbeen.
De beschrijvers wisten enkele onderscheidende kenmerken vast te stellen. Die vormen een unieke combinatie van op zich niet unieke eigenschappen. Het synsacrum, het vergroeide heiligbeen, bestaat uit minstens elf sacrale wervels met zijuitsteeksels die aan hun uiteinde langwerpig zijn. Het zitbeen heeft een uitsteeksel op de bovenrand. De onderste helft van het schaambeen is overdwars afgeplat. Het eerste middenvoetsbeen is J-vormig. De onderrand van de trog van het onderste rolgewricht van het tweede middenvoetsbeen haalt niet het niveau van de bovenrand van de trog van het derde middenvoetsbeen. De derde teen is de langste. De derde teen heeft een lengte gelijk aan 82 procent van de lengte van de tibiotarsus, het met de enkel vergroeide scheenbeen. De voetklauwen zijn robuust en stomp met slecht ontwikkelde bultjes voor de pezen van de krommende spieren.
Het was belangrijk om aan te tonen dat het holotype niet simpelweg een wat afwijkend exemplaar van Gansus was. Dat zou blijken uit twee kenmerken. Bij Gansus is de vierde teen het langst en langer dan de middenvoet, de tarsometatarsus. Bij Gansus zijn de peesbultjes juist goed ontwikkeld en puntig.
Het tweede middenvoetsbeen buigt onderaan naar de zoolzijde uit, net als bij Gansus.

## Fylogenie
Een cladistische analyse vond Changmaornis in een 'kam' of polytomie met Gansus en verder de ook in 2013 benoemde Yumenornis en Jiuquanornis, deel van een grote groep soorten die net buiten de Ornithurae vielen, maar waarvan de onderlinge verwantschap niet verder bepaald kon worden.

## Levenswijze
Changmaornis leefde vermoedelijk net als Gansus als een watervogel, de typische rol van ornithuromorfen in het Changmabekken. Gezien de korte eerste teen was het in ieder geval geen boombewoner.